# SP-284
A SP-284 é uma rodovia radial do estado de São Paulo, administrada pela concessionária Eixo SP.

## Denominações
Recebe as seguintes denominações em seu trajeto:
Nome:	Manilio Gobbi, Rodovia
- De - até:	Assis - Paraguaçu Paulista
- Legislação:	LEI 4.428 DE 03/12/84

Nome:	José Gagliardi, Prefeito, Rodovia
- De - até:	Paraguaçu Paulista - Quatá
- Legislação:	LEI 4.509 DE 26/12/84

Nome:	Homero Severo Lins, Prefeito, Rodovia
- De - até:	Quatá - Martinópolis
- Legislação:	LEI 4.737 DE 03/10/85

## Descrição
Principais pontos de passagem: SP 270 (Assis) - Paraguaçu Paulista - Quatá - SP 425 (Martinópolis)

## Características

### Extensão
- Km Inicial: 447,238
- Km Final: 550,530

### Localidades atendidas
- Assis
- Roseta
- Paraguaçu Paulista
- Sapezal
- Quatá
- João Ramalho
- Rancharia
- Martinópolis